# 新庄 (高雄市杉林區)
新庄，是臺灣高雄市杉林區的一個傳統地域名稱，位於該區中部略偏南。相較於今日行政區，其範圍大致包括新庄里不含東南端及東北部邊界地帶中段、上平里西北端。
本地區境內主要聚落為新庄、隘丁藔、舊匠藔、新隘丁寮，設有新庄國小。

## 歷史
台灣日治初期，新庄地區為一街庄，稱為「新庄」（舊制街庄），隸屬於楠梓仙溪東里。該庄昔日西隔楠梓仙溪與山杉林庄為界，北及東與十張犁庄為鄰，南邊為月眉庄。
1901年（日治明治三十四年）11月11日，全台廢縣廳改設二十廳，該庄隸屬於蕃薯藔廳。1904年（明治三十七年）2月16日，該庄編入「月眉區」，隸屬於蕃薯藔廳。1909年（明治四十二年）10月25日，全台合併二十廳為十二廳，月眉區改隸屬於阿緱廳。1920年（大正九年）10月1日，全台地方制度大改正，廢十二廳改設五州二廳，該庄改制為「新庄」大字，隸屬於高雄州旗山郡杉林庄（新制街庄）。
戰後杉林庄改制為杉林鄉，隸屬於高雄縣，大字亦改制為村。1950年（民國39年）10月1日，高、屏分治，杉林鄉仍隸屬於高雄縣。2010年（民國99年）12月25日，高雄縣、市合併為直轄高雄市，杉林鄉改制為杉林區，村亦改制為里。

## 聚落
本地區發展較早的聚落為新庄、隘丁藔、舊匠藔，在日治初期的官方地圖上已有記載。此外，本地區尚有新隘丁寮聚落。

## 交通
省道台29線是達卡努瓦至林園的幹道，也是楠梓仙溪流域的主要連絡道路，經過本地區的新庄、新隘丁寮等聚落。由該道路北行可前往甲仙區、那瑪夏區，並止於達卡努瓦部落內十字路口；南行可前往杉林區月眉市區、旗山區、大樹區、大寮區等地。
區道高129線是寶隆（實際起點在大邱園）至杉林的道路，其南側端點（終點）位於本地區西南部、新隘丁寮聚落的省道台29線路口。

## 學校
- 新庄國小